# Nanotitanops
Nanotitanops ist ein ausgestorbener Vertreter der Brontotherien, der vor etwa 40 Millionen Jahren im Mittleren Eozän in Ostasien lebte. Bekannt ist die Gattung nur über etwa ein Dutzend Zahnfunde aus einer Fundstelle westlich von Shanghai, die Fossilien repräsentieren aber den bisher kleinsten Vertreter der Brontotherien. Die Brontotherien gehören zu den Unpaarhufern und brachten vor allem im späten Eozän mehrere riesenhafte Formen hervor.

## Merkmale
Nanotitanops stellt den bisher kleinsten Vertreter aus der Familie der Brontotheriidae dar, er ist aber nur über ein Dutzend isolierter Zähne des Ober- und des Unterkiefers bekannt. Diese umfassen die vollständige Anzahl der Prämolaren (P1 bis P4) und die vorderen Molaren (M1 und M2). Von diesen Zähnen stellen zwei zudem Milchbackenzähne dar, alle anderen gehören zum Dauergebiss. Die vorderen Backenzähne waren quadratisch oder rechteckig in ihrer Form, ausgenommen der erste, der eine eher runde Gestaltung besaß. Dieser wies auch eine einfachere Gestaltung der Kaufläche auf mit einem einzelnen größeren Zahnschmelzhöcker. Alle anderen Prämolaren waren deutlicher molarisiert und ähnelten den hinteren Backenzähnen. Diese besaßen einen durch zwei Zahnschmelzleisten gebildeten und für Brontotherien typischen bilophodonten Zahnaufbau, dabei waren die Schmelzleisten deutlich geschwungen. Die Molaren wiesen weiterhin seitliche Streckungen auf und waren somit deutlich größer als die Prämolaren. Die Länge der ersten beiden Molaren variierte von 1,2 bis 1,36 cm. Im Vergleich zu den 5 und 9 cm langen vorderen Molaren der Riesenform Embolotherium, einem der größten bekannten Angehörigen der Brontotherien, waren diese extrem klein. Auch beim stammesgeschichtlich sehr ursprünglichen Eotitanops wiesen diese mit 1,4 bis 2,1 cm Länge größere Maße auf.

## Fundstellen
Die Gattung Nanotitanops ist bisher nur von einer einzigen Fundstelle bekannt. Es handelt sich um eine sedimentgefüllte Karstspalte in einem Steinbruch zur Gewinnung von Kalkstein nahe der Ortschaft Shanghuang der Stadt Liyang im Süden der chinesischen Provinz Jiangsu westlich von Shanghai. In der gleichen Karstspalte wurden zudem Reste von Microtitan entdeckt, einem ebenfalls sehr kleinen Vertreter der Brontotherien. Die Ablagerungen werden allgemein dem Mittleren Eozän zugewiesen und sollten lokalstratigraphisch dem Irdinmanhum oder dem untersten Sharamurunium angehören, also rund 40 Millionen Jahre alt sein.

## Systematik
Die Gattung Nanotitanops gehört zur Familie der Brontotheriidae (ursprünglich Titanotheriidae), welche eine ausgestorbene Säugetiergruppe aus der Ordnung der Unpaarhufer darstellen. Aufgrund des Baus der hinteren Zähne sind die Brontotherien in die Nähe der heutigen Pferde zu stellen. Innerhalb dieser Säugetierfamilie wird Nanotitanops der Unterfamilie der Brontotheriinae und der Tribus der Brontotheriini verwiesen, hier allerdings mit dem Zusatz incertae sedis, da das nur spärliche Fossilmaterial eine weitere oder genauere Klassifizierung nicht gestattet. Mit Nanotitanops ist der bisher kleinste bekannte Brontotherien-Vertreter nachgewiesen. Innerhalb der Brontotherien kam es mehrfach zu Verzwergungen, wie dies Microtitan oder Pygmaetitan zeigen. Bemerkenswerterweise finden sich diese Kleinformen häufiger in Asien, aus Nordamerika sind solche bisher nur mit Xylotitan bekannt. Nanotitanops ist zudem kleiner als seine frühesten Vorfahren, etwa Eotitanops und Palaeosyops. Die verlängerten Molaren und die aufgrund ihrer komplexeren Zahnschmelzfalten weiter entwickelte Struktur der Kauoberflächen lassen aber annehmen, dass Nanotitanops kein urtümlicher, sondern ein stammesgeschichtlich jüngerer Angehöriger der Brontotherien war; der Verzwergung müssen daher andere Ursachen zu Grunde liegen, die bisher nicht bekannt sind. Möglicherweise bilden die Zwerg-Brontotherien eine eigene Linie innerhalb dieser Unpaarhufergruppe.
Die Erstbeschreibung von Nanotitanops erfolgte 1996 durch Qi Tao und K. Christopher Beard auf Basis der Zahnfunde von Shanghuang. In dieser ersten Publikation wurden 13 Zähne vorgestellt, eine erneute Durchsicht ergab jedoch, dass ein Milchprämolar zu einem anderen Unpaarhufer zu verweisen ist. Der Holotyp (Exemplarnummer IVPP V11032) wurde als vierter Prämolar angesprochen, stellt aber wohl den ersten oder zweiten Molaren dar. Die ursprüngliche Benennung lautete Nanotitan, da der Name aber schon durch eine Heuschreckengattung aus der Trias von Kirgistan präokkupiert ist, wurde der Name 1998 in Nanotitanops geändert, damit stellt diese Veröffentlichung die gültige Erstbeschreibung der Gattung dar. Einzige anerkannte Art ist Nanotitanops shanghuangensis. Der Gattungsname Nanotitanops setzt sich aus den griechischen Wörtern νάνος (nános „Zwerg“), Τιτάν (Τitán „Titan“ oder „Riese“) und ὤψ (ōps „Gesicht“ oder „Antlitz“) zusammen, der Artname shanghuangensis ist eine Referenz auf das Fundgebiet.